# Axel Petersen
Axel Karl Petersen (ur. 10 grudnia 1887 w Kopenhadze, zm. 20 grudnia 1968 tamże) – duński piłkarz występujący podczas kariery na pozycji napastnika.
Srebrny medalista z Letnich Igrzysk Olimpijskich 1912 ze Sztokholmu. Dania przegrała dopiero w finale z Wielką Brytanią.
Całą karierę klubową spędził w Boldklubben Frem.